# Биэй
Биэй (яп. 美瑛町 Биэй-тё:) — посёлок в Японии, находящийся в уезде Камикава округа Камикава губернаторства Хоккайдо. Площадь посёлка составляет 677,16 км², население — 10 690 человек (30 июня 2014), плотность населения — 15,79 чел./км².

## Географическое положение
Посёлок расположен на острове Хоккайдо в губернаторстве Хоккайдо. С ним граничат города Асахикава, Асибецу и посёлки Хигасикагура, Хигасикава, Камикава, Камифурано, Накафурано, Синтоку.

## Население

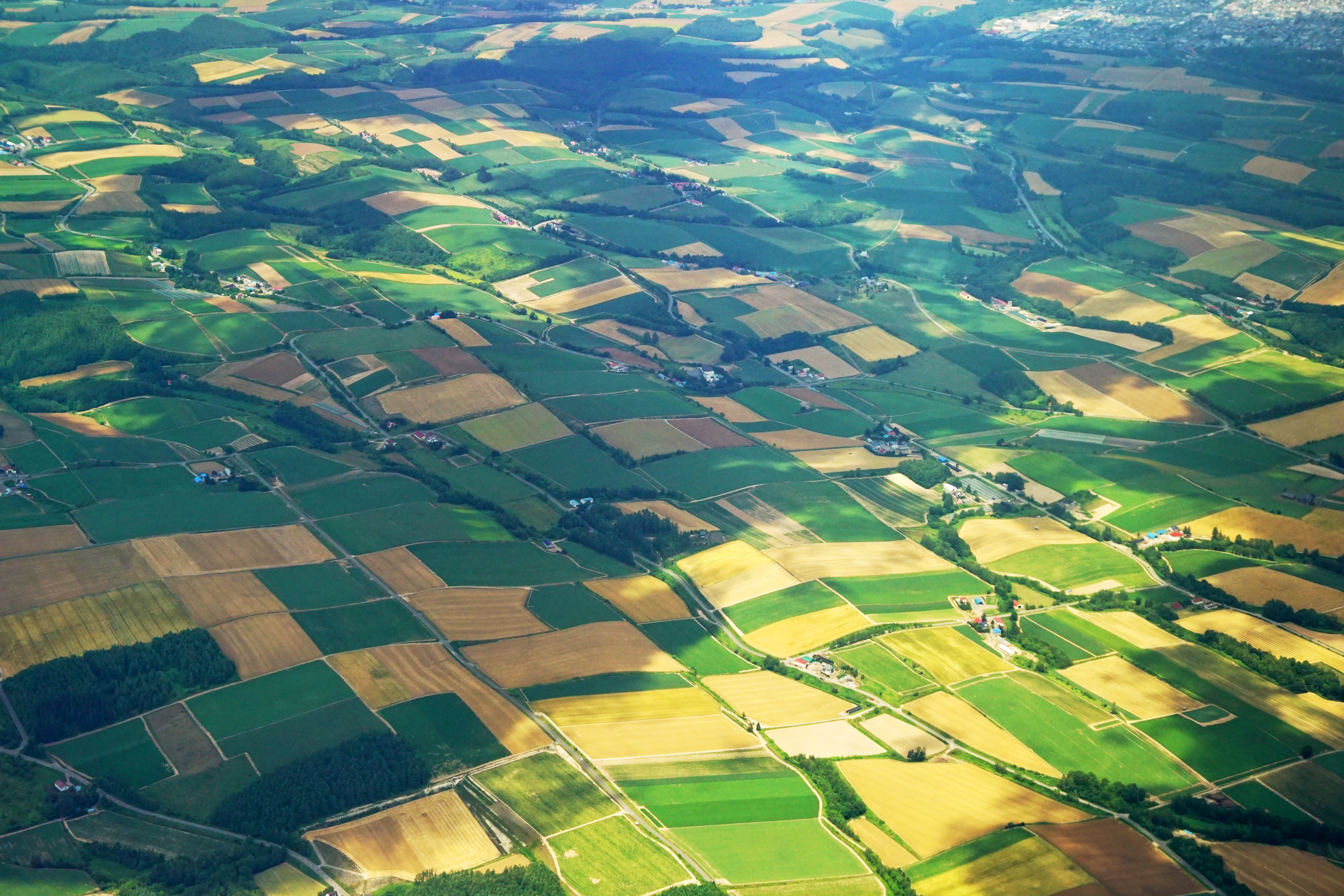
The Patchwork Road

Население посёлка составляет 10 690 человек (30 июня 2014), а плотность — 15,79 чел./км². Изменение численности населения с 1980 по 2005 годы:
| 1980 | 14 826 чел. |  |
| 1985 | 13 975 чел. |  |
| 1990 | 12 769 чел. |  |
| 1995 | 12 106 чел. |  |
| 2000 | 11 902 чел. |  |
| 2005 | 11 628 чел. |  |

## Символика
Деревом посёлка считается берёза плосколистная, цветком — ландыш.